# Riolos
Riolos  este un oraș în Grecia în Prefectura Ahaia.